# Heinrich Aldegrever

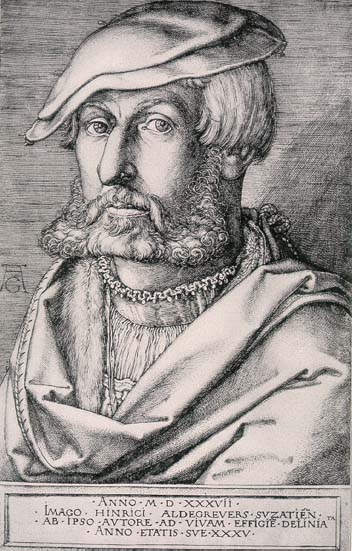
Självporträtt, 1537

Heinrich Aldegrever, född omkring 1502 i Paderborn, död efter 1555 i Soest, var en tysk kopparstickare och målare.
Aldegrever var påverkad av nederländsk konst, men utbildade sig närmast efter Albrecht Dürer, som han i sina stick ofta efterbildade. Särskilt känd bland hans många blad är hans bröllopsdanser och hans ornamentstick, alltså sirligt graverade mönster till dolkar, skedar och randlister. Han var en av de främsta av Dürers efterföljare, som på grund av sina minutiöst utförda sticks ringa format fick namnet Kleinmeister. Han var även en ganska framstående porträttmålare. En av hans bästa tavlor är bilden av en ung man mot landskaplig bakgrund i liechtensteinska samlingen i Wien. Aldegrever finns representerad vid bland annat Göteborgs konstmuseum.